# آنتونیو اولمو
آنتونیو اولمو (انگلیسی: Antonio Olmo؛ زادهٔ ۱۸ ژانویهٔ ۱۹۵۴) بازیکن فوتبال اهل اسپانیا است.
از باشگاه‌هایی که در آن بازی کرده‌است می‌توان به باشگاه فوتبال بارسلونا و باشگاه فوتبال بارسلونا بی اشاره کرد.
وی همچنین در تیم‌های ملی فوتبال زیر ۲۳ سال اسپانیا و اسپانیا بازی کرده‌است.